# Oxygonum robustum
Oxygonum robustum är en slideväxtart som beskrevs av G. Germishuizen. Oxygonum robustum ingår i släktet Oxygonum och familjen slideväxter. Inga underarter finns listade i Catalogue of Life.